# Нововасилівка Джамісі
Нововасилівка Джамісі (крим. Novovasylivka Camisi) — мечеть у селі Нововасилівка Бахчисарайського району Автономної Республіки Крим.